# Sheep Springs (Nuevo México)
Sheep Springs es un lugar designado por el censo ubicado en el condado de San Juan en el estado estadounidense de Nuevo México. En el Censo de 2010 tenía una población de 245 habitantes y una densidad poblacional de 15,86 personas por km².

## Geografía
Sheep Springs se encuentra ubicado en las coordenadas 36°9′23″N 108°41′26″O / 36.15639, -108.69056. Según la Oficina del Censo de los Estados Unidos, Sheep Springs tiene una superficie total de 15.45 km², de la cual 15.45 km² corresponden a tierra firme y (0%) 0 km² es agua.

## Demografía
Según el censo de 2010, había 245 personas residiendo en Sheep Springs. La densidad de población era de 15,86 hab./km². De los 245 habitantes, Sheep Springs estaba compuesto por el 0,41% blancos, el 0% eran afroamericanos, el 96,73% eran amerindios, el 0% eran asiáticos, el 0% eran isleños del Pacífico, el 0% eran de otras razas y el 2,86% pertenecían a dos o más razas. Del total de la población el 0,82% eran hispanos o latinos de cualquier raza.